# Episodi di Queer Eye (programma televisivo 2018) (quarta stagione)
La quarta stagione di Queer Eye è stata pubblicata su Netflix il 19 giugno 2019.
| nº | Titolo originale              | Titolo italiano                    | Prima visione mondiale |
| -- | ----------------------------- | ---------------------------------- | ---------------------- |
| 1  | Without Further Ado           | Senza ulteriori indugi             | 15 marzo 2019          |
| 2  | Disabled but Not Really       | Disabile ma non troppo             | 15 marzo 2019          |
| 3  | Stoner Skates By              | Stoner fa il minimo indispensabile | 15 marzo 2019          |
| 4  | How Wanda Got Her Groove Back | Benvenuta in paradiso Wanda        | 15 marzo 2019          |
| 5  | On Golden Kenny               | Kenny dorato                       | 15 marzo 2019          |
| 6  | A Tale of Two Cultures        | Racconto di due creature           | 15 marzo 2019          |
| 7  | Soldier Returns Home          | Il ritorno del soldato             | 15 marzo 2019          |
| 8  | Farm to Able                  | Dalla terra alla favola            | 15 marzo 2019          |

## Senza ulteriori indugi
- Location: Quincy, Illinois
- Protagonista: Kathi

### Trama
Jonathan torna nella sua città natale per sostituire la sua insegnante di musica del liceo. Quest'ultima, Kathi, è un'educatrice altruista che porta lo stesso mullet rosso da 30 anni e per questo viene nominata dalla sua assistente Sarah per un cambio completo di look.

## Disabile ma non troppo
- Location: Kansas City, Missouri
- Protagonista: Wesley

### Trama
Un ex ragazzaccio che ha cambiato la propria vita dopo essere rimasto paralizzato ottiene, nel corso della puntata, una casa accessibile per la sedia a rotelle e una nuova immagine in linea con la sua nuova visione positiva del mondo.

## Stoner fa il minimo indispensabile
- Location: Kansas City, Kansas
- Protagonista: John

### Trama
John ha una figlia di 10 anni che lo definisce un "bambinone". Lo scopo dei fantastici 5 è quello di farlo crescere per farlo diventare finalmente adulto.

## Benvenuta in paradiso Wanda
- Location: Kansas City, Missouri
- Protagonista: Wanda

### Trama
Un'esperta leader di un gruppo di trivellazione imparerà a prendesi cura della sua pelle, ad ammorbidire il suo stile e ad aprirsi alle sue due figlie ormai cresciute.

## Kenny dorato
- Location: Kansas City, Missouri
- Protagonista: Kenny

### Trama
I Fab Five aiutano un solitario scapolo gentile a trovare l'amore e a risistemare la sua casa polverosa.

## Racconto di due creature
- Location: Kansas City, Missouri
- Protagonista: Deanna

### Trama
Un'orgogliosa donna chicana amante dell'arte sacrifica un'acconciatura datata per un nuovo taglio di capelli che le darà molta autostima.

## Il ritorno del soldato
- Location: Kansas City, Missouri
- Protagonista: Brandonn

### Trama
Un ex soldato trasandato che costruisce case per veterani senzatetto si trasforma per ritrovare l'armonia con moglie.

## Dalla terra alla favola
- Location: Harrisonville, Missouri
- Protagonista: Matt

### Trama
Un agricoltore divorziato di recente che ha attraversato molti periodi difficili troverà modo di prendersi cura di se stesso.